# Antonio Piazza (giornalista)
Antonio Piazza (Brescia, 1795 – Milano, 13 marzo 1872) è stato un giornalista, poeta, traduttore, funzionario e librettista italiano.

## Biografia
Figlio di un funzionario comunale di Brescia, ebbe modo di frequentare personaggi influenti che ne condizionarono la futura attività.
Nel 1819 iniziò a lavorare nella stessa amministrazione in cui operava il padre e iniziò in parallelo l'attività di scrittore e traduttore. Nei primi anni 1830 si trasferì a Milano, avendo ottenuto un posto presso gli uffici giudiziari, dove iniziò a collaborare ad alcuni giornali del capoluogo lombardo.
Sulla scorta dei primi successi gli venne affidata la direzione del Corriere delle Dame che, in due diversi periodi, tenne fino alla fine degli anni 1850.
Ebbe modo di conoscere personaggi del mondo letterario come Alessandro Manzoni e Carlo Cattaneo e di collaborare con Casa Ricordi quale librettista per opere musicali. In questa veste scrisse il libretto della prima opera di Giuseppe Verdi, Oberto, Conte di San Bonifacio, poi rivisto e riadattato da Temistocle Solera.
Venne sepolto al Cimitero Monumentale di Milano.

## Opere
- L'uomo singolare
- A Carlotta Marchionni (ode)
- Episodi storici
- Storia della letteratura alemanna (traduzione)
- In morte del giovinetto Lodovico Martini (ode)
- Componimenti poetici per le fauste nozze di madamigella Annetta Mazzetti col sig. barone Lodovico di Handel
- In morte di M. F. Malibran de Bériot (cantata)
- Oberto, Conte di San Bonifacio (libretto)